# Inna Frolova
Inna Frolova (ucraïnès: Інна Василівна Фролова)  (Dniprò, 3 de juny de 1965) és una remadora ucraïnesa, ja retirada, que va competir durant les dècades de 1980 i 1990.
El 1988 va prendre part en els Jocs Olímpics d'Estiu de Seül sota bandera soviètica, on va guanyar la medalla de plata en la prova del quàdruple scull del programa de rem. Va formar equip amb Irina Kalimbet, Svetlana Maziy i Antonina Doumtcheva. Quatre anys més tard, als Jocs de Barcelona, sota bandera de l'Equip Unificat, fou sisena en la prova del doble scull. El 1996, a Atlanta, i ja sota bandera d'Ucraïna, va tornar a guanyar la medalla de plata en la prova del quàdruple scull. En aquesta ocasió formà equip amb Svetlana Maziy, Diana Miftakhutdinova i Olena Ronzhina.
En el seu palmarès també destaquen dues medalles al Campionat del món de rem, una de plata i una de bronze, entre les edicions de 1990 i 1997.